# Bletia parkinsonii
Bletia parkinsonii är en orkidéart som beskrevs av William Jackson Hooker. Bletia parkinsonii ingår i släktet Bletia och familjen orkidéer. Inga underarter finns listade i Catalogue of Life.